# کاویتا دوی
کاویتا دوی (انگلیسی: Kavita Devi؛ زادهٔ ۲۰ سپتامبر ۱۹۸۶) وزنه‌بردار، و کشتی‌گیر کشتی حرفه‌ای اهل هند است.